# Хансхаген (Мекленбург)
Хансхаген (нем. Hanshagen) — община в Германии, районный центр, расположен в земле Мекленбург-Передняя Померания.
Входит в состав района Северо-Западный Мекленбург. Подчиняется управлению Грефесмюлен-Ланд. Население составляет 410 человек (на 31 декабря 2006 года). Занимает площадь 12,29 км².